# Office impérial à la Santé (Empire allemand)
L’office impérial à la Santé (en allemand : Kaiserliches Gesundheitsamt) était une office de l'Empire allemand créé en 1876 et chargé de la santé publique.

## Histoire

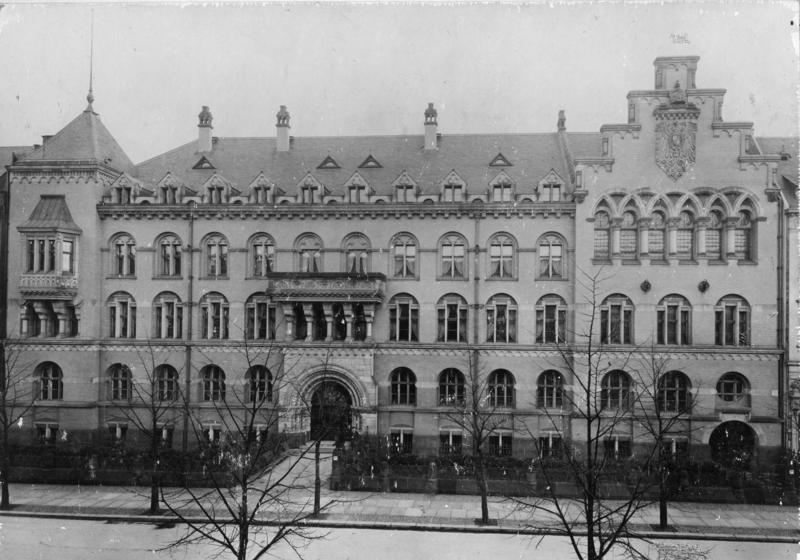
Le siège de l'office à Berlin-Hansaviertel, 1907.

Le Kaiserliches Gesundheitsamt est créé à Berlin le 16 juillet 1876. Cette administration est chargée des questions sanitaires et vétérinaires dans l'Empire allemand. Il est dirigé par un directeur placé sous la tutelle de la chancellerie du Reich, à partir de 1879 du secrétariat impérial de l'Intérieur.
Rebaptisée Reichsgesundheitsamt en 1918, ce service de santé mettra en œuvre la politique raciale du régime nazi, entre 1933 et 1945.
Repris en 1945 par le Zentralinstitut für Hygiene und Gesundheitsdienst (« institut central pour l'Hygiène et les Services de santé ») du magistrat de Berlin, cette administration sera incorporée dans le nouveau Bundesgesundheitsamt de la République fédérale d'Allemagne en 1952.

## Chefs de l'office impérial à la Santé
- 1876–1884 : Heinrich Struck (directeur)
- 1884–1885 : Robert Koch (directeur intérimaire)
- 1885–1905 : Karl Köhler (directeur ; président à partir de 1900)
- 1905–1926 : Franz Bumm (président)
- 1926-1933 : Carl Hamel (président)
- 1933-1945 : Hans Reiter (président)

## Sources
- (de) Cet article est partiellement ou en totalité issu de l’article de Wikipédia en allemand intitulé « Kaiserliches Gesundheitsamt » (voir la liste des auteurs).